# Kadosactis
Kadosactis is een geslacht van zeeanemonen uit de klasse van de Anthozoa (bloemdieren).

## Soorten
- Kadosactis abyssicola (Koren & Danielssen, 1877)
- Kadosactis antarctica (Carlgren, 1928)
- Kadosactis rosea Danielssen, 1890
- Kadosactis spitsbergensis (Danielssen, 1890)
- Kadosactis sulcata Carlgren, 1934